# Oxycoleus tristis
Oxycoleus tristis är en skalbaggsart som först beskrevs av Julius Melzer 1933.  Oxycoleus tristis ingår i släktet Oxycoleus och familjen långhorningar. Inga underarter finns listade i Catalogue of Life.